# Cerkiew św. Dymitra w Kobylnicy Wołoskiej
Cerkiew św. Dymitra w Kobylnicy Wołoskiej – murowana parafialna cerkiew greckokatolicka, znajdująca się w Kobylnicy Wołoskiej.
Cerkiew zbudowana została w 1923, w miejscu starszej, drewnianej cerkwi z 1666. Parafia należała do dekanatu Radymno II, po I wojnie światowej do krakowieckiego.
Po wojnie cerkiew została przejęta przez kościół rzymskokatolicki. Od 1985 msze w rycie greckim rozpoczął odprawiać ksiądz Piotr Kryk. W 1990 odnowiono parafię greckokatolicką należącą do dekanatu przemyskiego.

## Galeria

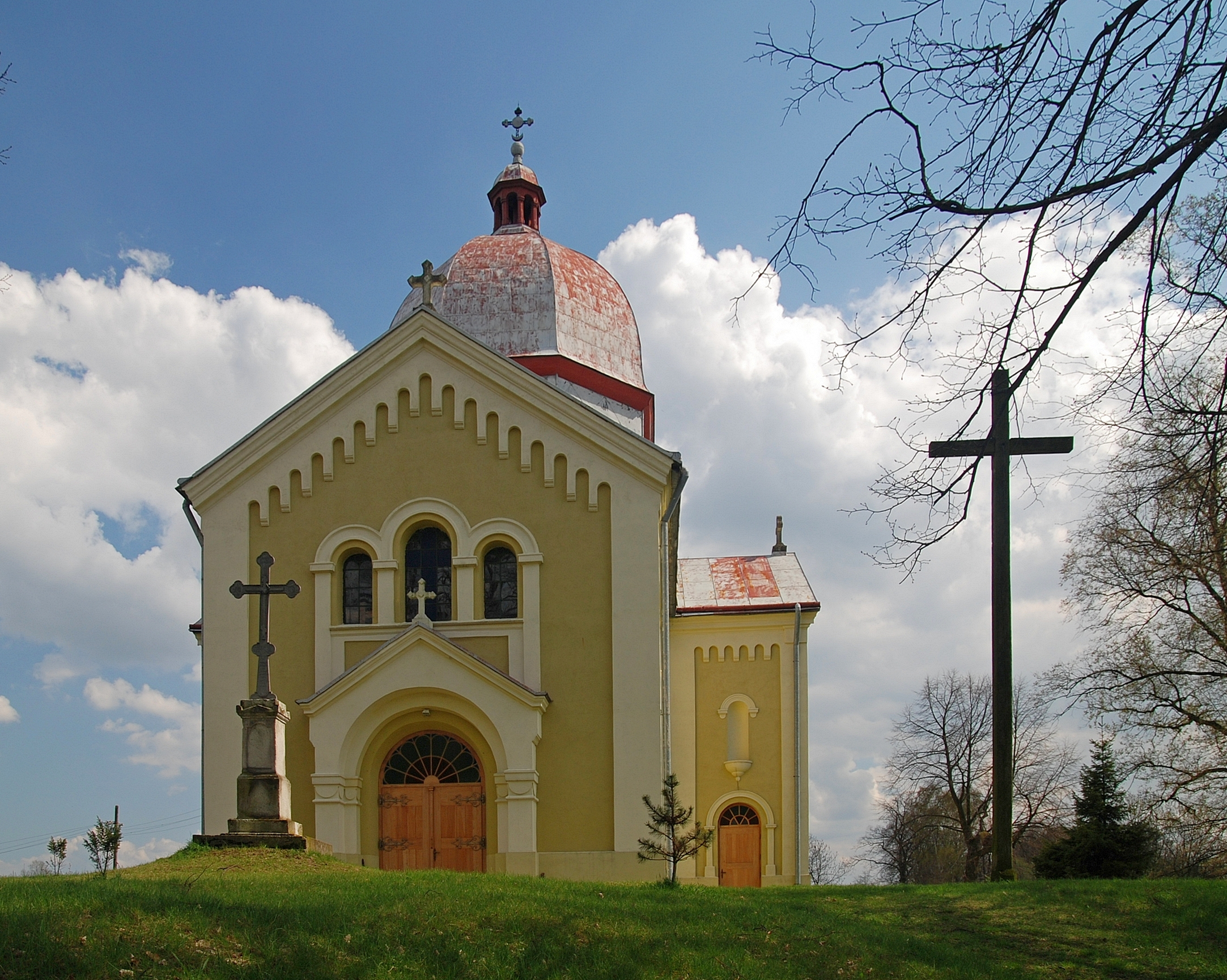
Widok od frontu
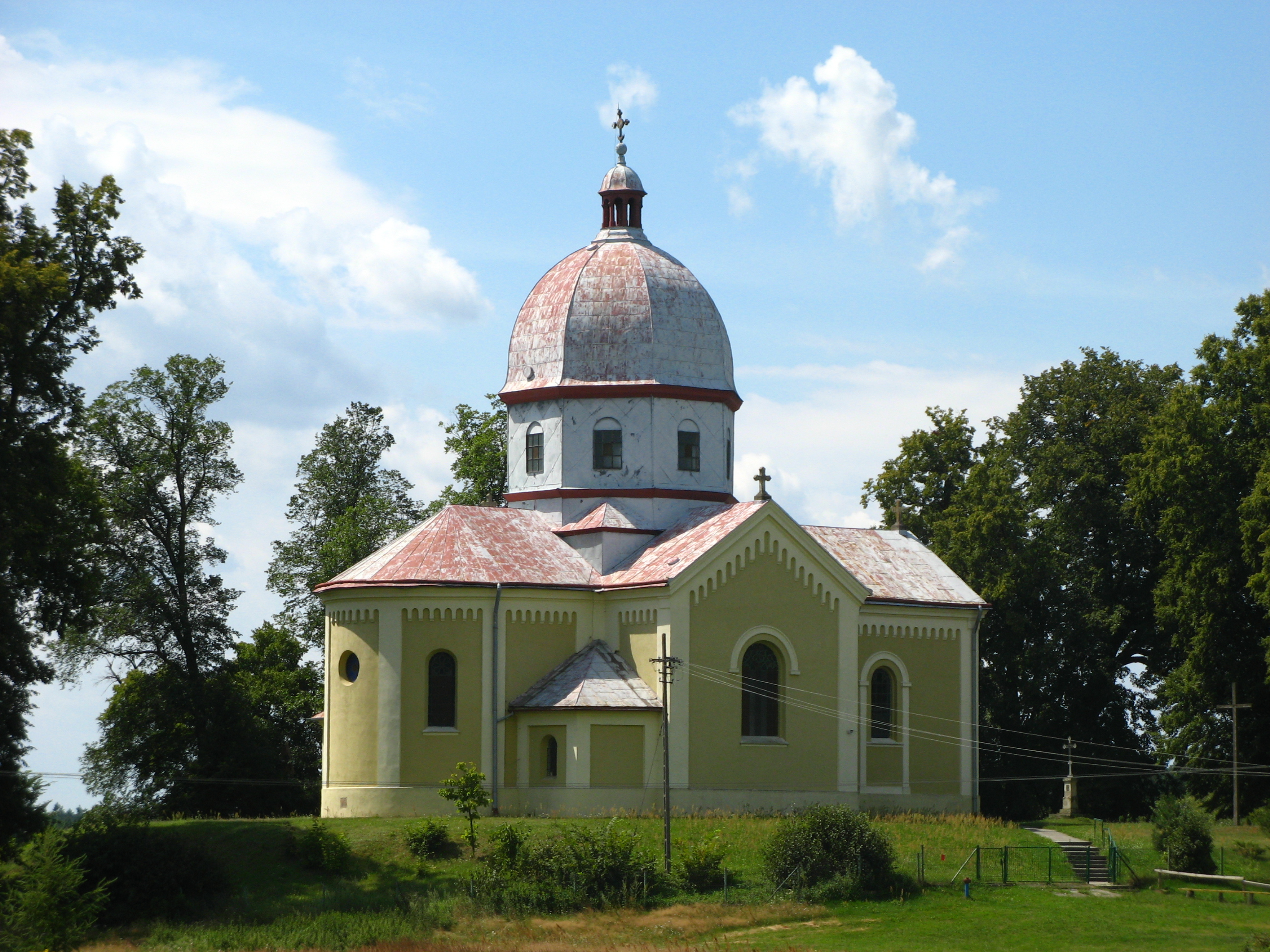
Elewacja północna
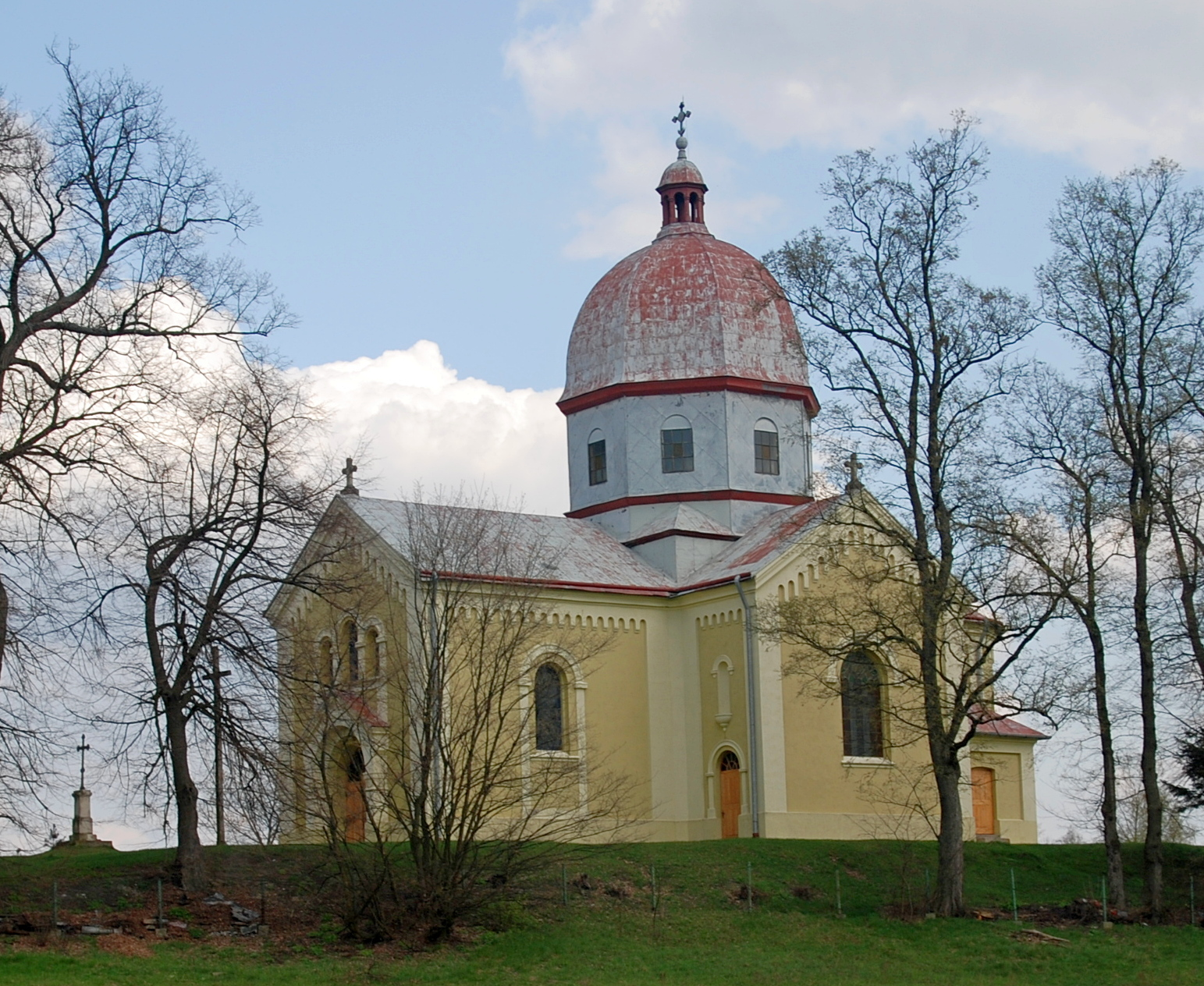
Elewacja południowa
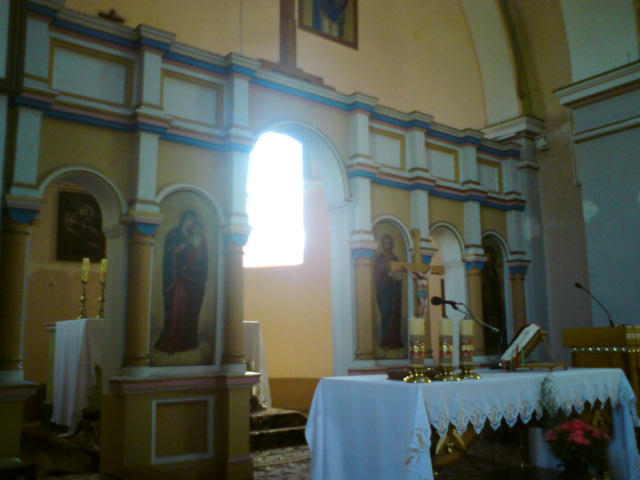
Ikonostas